# Tony and Susan
Tony and Susan é um romance estadunidense escrito por Austin Wright. Publicado em 1993 pela Baskerville Publishers, conta a história de Susan Morrow, que se separou de Edward Sheffield há vinte e cinco anos e, agora com seu novo esposo e seus dois filhos, recebe um presente de seu ex-marido.
Wright recebeu inúmeras críticas positivas após o lançamento da obra: Publishers Weekly elogiou a "prosa afiada" e The New York Times chamou o romance de "fascinante". Em 2016, o livro foi adaptado para o cinema no filme Nocturnal Animals, do diretor Tom Ford.